# 프란츠 폰 바이로스

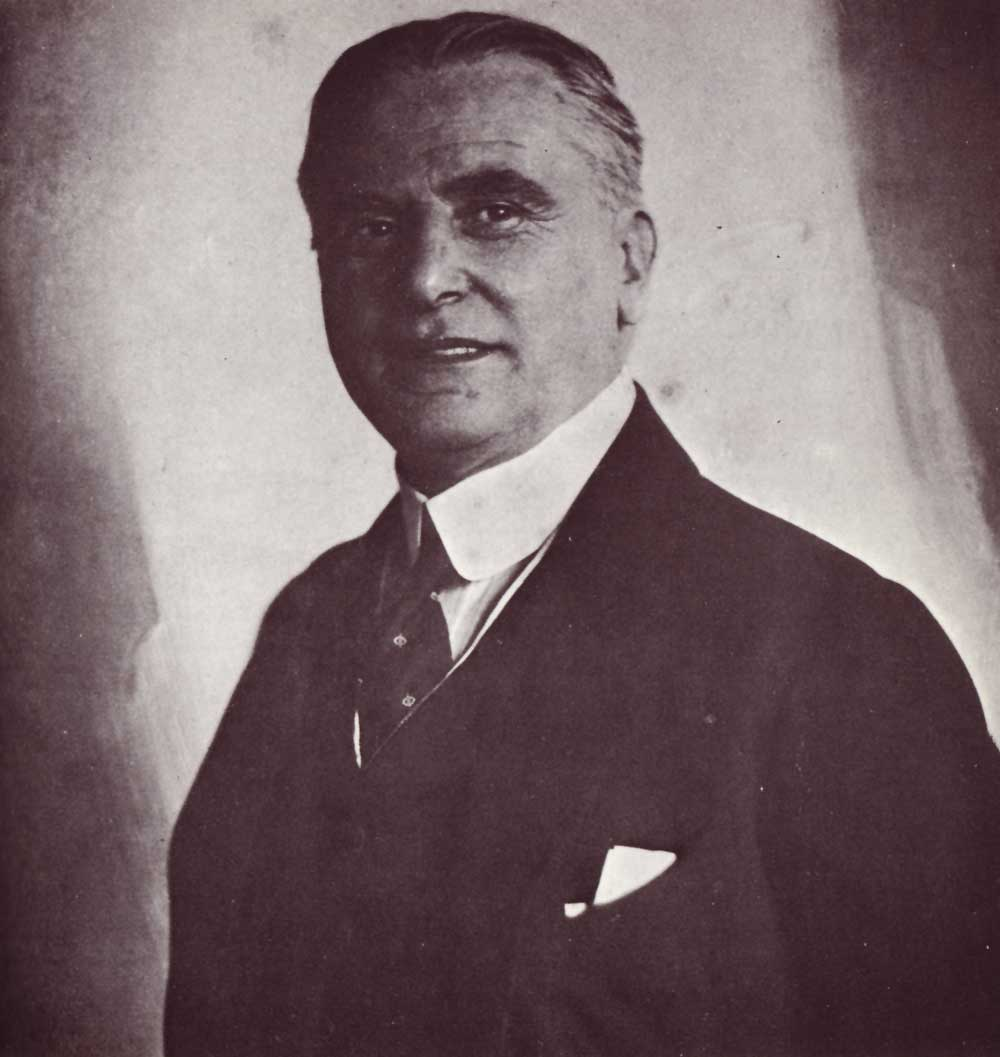
프란츠 폰 바이로스

프란츠 폰 바이로스(독일어: Franz von Bayros, 1866년 5월 28일 ~ 1924년 4월 3일)는 오스트리아의 상업 예술가, 일러스트레이터, 화가로, 논란이 많은 화장대에서의 이야기로 잘 알려져 있다. 그는 에로틱한 주제와 환상적인 이미지를 사용하면서 예술계의 퇴폐 운동에 속해 있었다.